# Völkerschlachtdenkmal (Gnetsch)

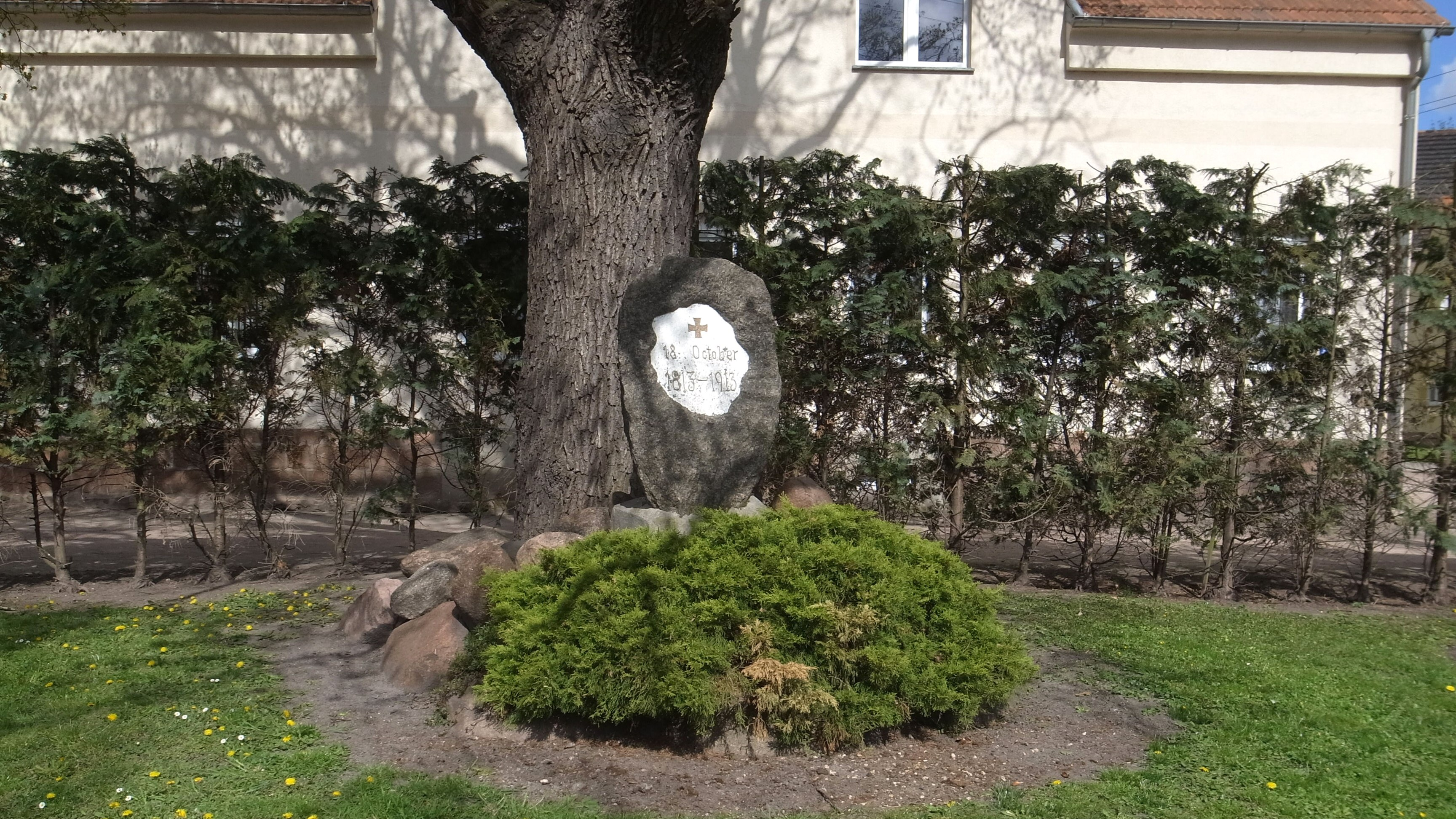
Ansicht von Süden

Das Völkerschlachtdenkmal von Gnetsch ist ein Gedenkstein in der Stadt Südliches Anhalt im Landkreis Anhalt-Bitterfeld in Sachsen-Anhalt. Das Kleindenkmal steht unter Denkmalschutz und ist im Denkmalverzeichnis mit der Erfassungsnummer 094 18066 als Baudenkmal eingetragen.

## Lage
Auf einem dreieckigen Platz zwischen Kirche und Domäne befindet sich das Denkmal unter einem Baum.

## Geschichte
In vielen Dörfern Anhalts entstand anlässlich des 100. Jahrestages der Völkerschlacht bei Leipzig im Jahr 1913 ein eigenes Denkmal. Anhalt selbst war nicht an den Kampfhandlungen der Schlacht beteiligt, war aber im Jahr 1813 besonders stark von Truppenbewegungen betroffen, so dass es im Laufe des Jahres jeder der drei Hauptparteien (Frankreich, Russland, Preußen) Truppen stellen sollte und zudem Truppenstärken Unterkunft gewähren musste, die die Zahl der Einwohner bei weitem übertraf. Der Sieg bei Leipzig war daher eine besondere Erleichterung für das Land.

## Gestalt
Das Denkmal in Gnetsch gehört zu dem besonders häufigen Typ, der aus einem Steinhaufen besteht, der von einem aufrecht stehenden Inschriftstein bekrönt wird. Ebenfalls typisch ist die Gestaltung des Textfeldes: ein Eisernes Kreuz unter dem 18. October 1813–1913 steht. Da sie keine Gefallenen nennen, zählen sie zum Grenzbereich der Kriegerdenkmäler.